# Guido Gerken
Guido Günther Heinrich Gerken (* 7. August 1952 in Mendig, Kreis Mayen-Koblenz) ist ein deutscher Gastroenterologe und Hepatologe.

## Leben
Nach dem Abschluss seiner schulischen Ausbildung und Erlangung der Hochschulreife 1971 nahm er im Anschluss an der Johannes-Gutenberg-Universität Mainz ein Humanmedizinstudium auf. Die Approbation als Arzt erhielt er 1977.
Zum Doktor der Medizin promovierte Guido Gerken ebenfalls 1977 mit Magna cum laude. Im selben Jahr wurde er im Maria-Hilf-Krankenhaus in Bad Neuenahr in der Abteilung für Anästhesiologie und in der Abteilung für Chirurgie tätig. Dort arbeitete er bis 1979. Von 1979 bis 1981 praktizierte er als Assistent am Kreiskrankenhaus Neustadt im Landkreis Hannover und als Assistent einer Landarztpraxis in Mendig/Eifel und Betzdorf/Sieg.
Im Jahr 1981 begann er an der Ersten Medizinischen Klinik und Poliklinik der Johannes-Gutenberg-Universität Mainz als Assistent seine wissenschaftliche Karriere. Dort erhielt er 1987 die Facharztanerkennung für Innere Medizin. In der Abteilung für Molekularbiologie und Hepatokarzinogenese am Institut Pasteur in Paris absolvierte er von 1988 bis 1989 einen Forschungsauftrag. Im folgenden Jahr erhielt Guido Gerken an der Universität Mainz die Lehrberechtigung für Innere Medizin (Venia Legendi). Seine Habilitationsarbeit aus diesem Jahr trug den Titel „Die Bedeutung der Polymerasekettenreaktion (PCR) für die Charakterisierung Hepatis-B-Virus- assoziierter Lebererkrankungen“. Er wurde gleichsam Oberarzt an der I Medizinischen Klinik und Poliklinik der Johannes-Gutenberg-Universität.
1992 erhielt er die Berufung auf eine C 2-Professur auf Zeit an der Johannes-Gutenberg-Universität. 1996 wurde er zum apl. Professor ernannt. Sein Teilgebiet war die Gastroenterologie. Von 1995 bis 1998 war er als Leitender Oberarzt an der I Med. Klinik und Poliklinik der Johannes Gutenberg-Universität Mainz tätig. 1998 erhielt er den Ruf auf eine C 4-Professur, als Professor für Gastroenterologie und Hepatologie, an die Universitätsklinik Essen. Dort war er von 2000 bis 2001 stellvertretender Geschäftsführender Direktor des Zentrums für Innere Medizin. 2001 bis 2002 stellte er den Geschäftsführenden Direktor des Zentrums. Im Mai 2007 wurde er vom Vorstand des UK zum Geschäftsführenden Direktor des Zentrums für Innere Medizin ernannt. Neben diesen Aufgaben wurde er 2003 Mitglied in der Ethikkommission der Universitätsklinik Essen sowie 2004 Mitglied in der Forschungskommission der Universitätsklinik Essen. 2008 wurde er in der Medizinischen Fakultät des Universitätsklinikums Essen zum Aufsichtsratsmitglied ernannt. Weiter ist Gerken Mitglied in rund zwei Dutzend internationalen Fachgesellschaften. Für die Deutsche Medizinische Wochenschrift (DMW) ist er als Autor und Gutachter tätig. Guido Gerken ist Beirat der Deutschen Gesellschaft für Gastroenterologie, Verdauungs- und Stoffwechselkrankheiten (DGVS). Im Februar 2018 wurde Guido Gerken emeritiert.

## Forschungsprofil
Forschungsprofil Klinische Gastroenterologie: akutes und terminales Leberversagen. Insbesondere molekular-biologische Pathomechanismen zum akuten Leberversagen und der Fibrose-Progression der chronischen Lebererkrankungen; Evaluierung der Mini-Laparoskopie in der Diagnostik chronischer Lebererkrankungen und bei Tumorerkrankungen; Regionale, nationale und internationale klinische Studien; Einsatz von innovativen Therapieverfahren bei funktionellen Magen-Darm-Erkrankungen, chronisch-entzündlichen Darmerkrankungen (Morbus Crohn, Colitis Ulcerosa), autoimmuner Hepatitis, viraler Hepatitis B und C und HIV-Koinfektion und hepatozellulärem Karzinom, Etablierung von Biomarkern in der Gastroenterologie.
Klinische Grundlagen in der Gastroenterologie: Molekularbiologische Pathomechanismen und genetische Untersuchungen der nicht-alkoholischen Fettleber (NAFL) insbesondere der progressiven Form der nicht-alkoholischen Steatohepatitis (NASH), Rolle der Apoptose (programmierter Zelltod) und der Fibrogenese, Pathogenetische Aspekte des Cholangiozellulären Karzinoms. Forschungsvorhaben zum Einsatz neuer Immunsuppressiva werden interdisziplinär mit der Transplantationschirurgie, der Immunologie, der Virologie und der Nephrologie bearbeitet (DNA-, Peptid-, T-Zell-Vakzine). Am Beispiel chronisch entzündlicher Kolitis (CED) werden bei Morbus Crohn und Colitis Ulcerosa die zellulären und immunologischen Grundlagen der Entzündung charakterisiert.

## Mitgliedschaften seit
- 1984: Mitglied Dt. Gesellschaft für Innere Medizin (DGIM)
- 1985: Mitglied Dt. Gesellschaft zum Studium der Leber (GASL)
- 1986: Rheinland-Pfälz. Arbeitsgemeinschaft für Gastroenterologie (GARP)
- 1986: Mitglied Dt. Gesellschaft für Verdauungs- und Stoffwechselerkrankungen (DGVS)
- 1998: Außerordentliches Mitglied der Arzneimittelkommission der Dt. Ärzteschaft
- 2008: Mitglied IASL (International Association for the Study of Liver)
- 2009: Assoziiertes Mitglied der Deutschen Leberstiftung
- Vorsitzender des Vorstands der Gesellschaft für Gastroenterologie in Nordrhein-Westfalen e.V.[3]
- sowie weitere Mitgliedschaften und Funktionen

## Auszeichnungen
- 1989: „Prix jeunes chercheurs“ der französischen Gesellschaft zum Studium der Leber (L’AFEF)
- 1989: Asche-Forschungsstipendium der DGVS
- 1992: Jahrespreis der Dr.-Carl-Duisberg-Stiftung
- 1992: Albert-Knoll-Preis[4]

## Schriften
- Promotionsschrift: „Zur Entwicklung des klinischen Arzneimittelversuchs am Menschen im 19. und 20. Jahrhundert“, Johannes-Gutenberg-Universität, Mainz, Med.-Historisches Institut (Direktor G. Mann)
- Habilitationsschrift: „Die Bedeutung der Polymerasekettenreaktion (PCR) für die Charakterisierung Hepatis-B-Virus-assoziierter Lebererkrankungen“
- sowie eine Fülle weiterer Publikationen in Fachzeitschriften